# Осень (река)
О́сень — река в Бежецком районе Тверской области на северо-западе европейской части России. Правый приток Мологи (бассейн Волги). Длина — 8,7 км, площадь бассейна — 3210 км².
Осень образуется в результате слияния двух рек — Мелечи (справа) и Могочи (слева). Все девять километров своей длины Осень течёт по Верхнемоложской низменности в низких, заболоченных берегах. Ширина реки на всём протяжении 50—60 метров.
Впадает в Мологу возле деревни Еськи Бежецкого района сразу после выхода Мологи из озера Верестово.
Вскрывается в первой половине апреля, ледостав во второй половине ноября.